# Parides panthonus
Parides panthonus är en fjärilsart som först beskrevs av Pieter Cramer 1780.  Parides panthonus ingår i släktet Parides och familjen riddarfjärilar. Inga underarter finns listade i Catalogue of Life.

## Bildgalleri

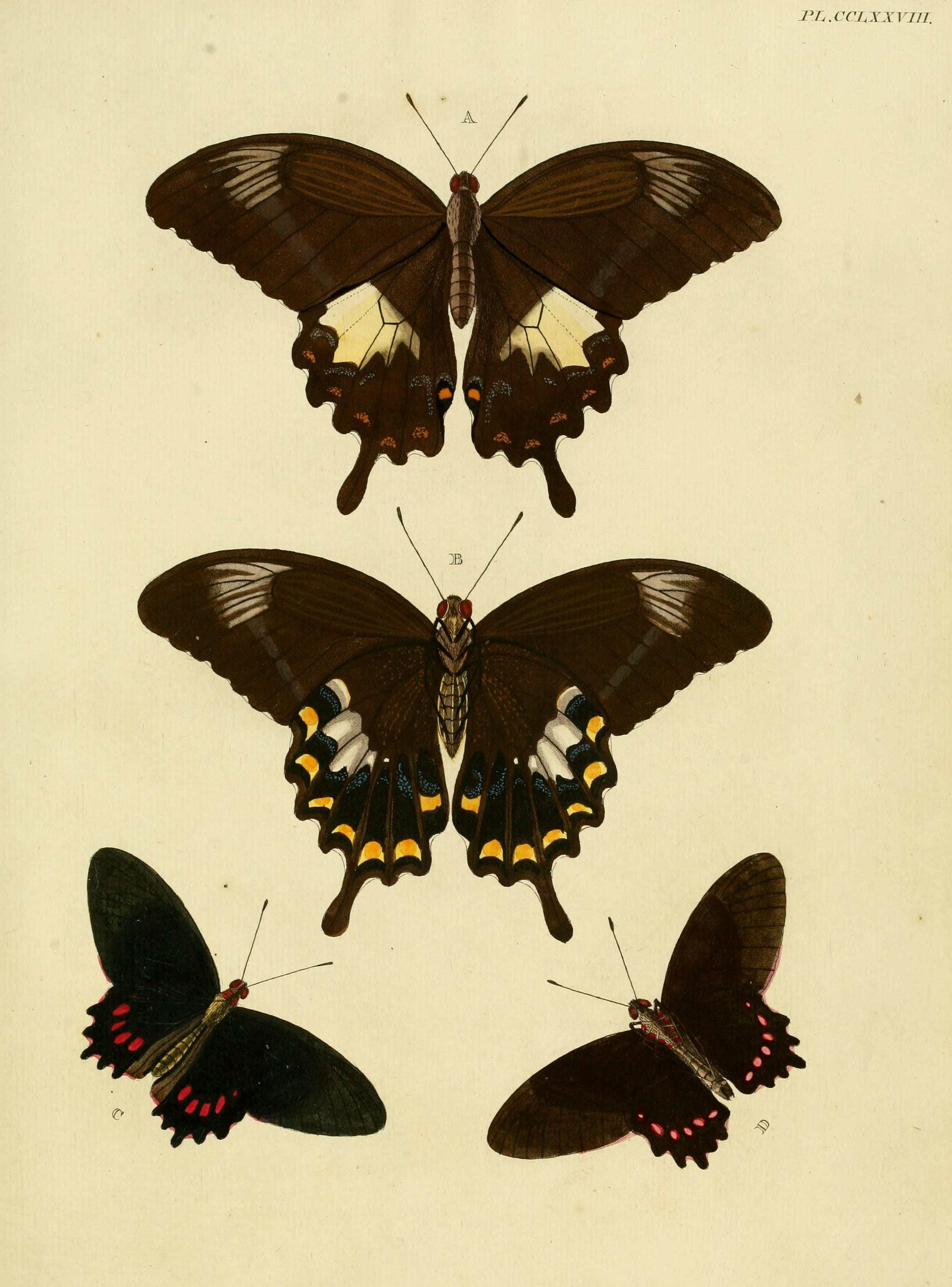
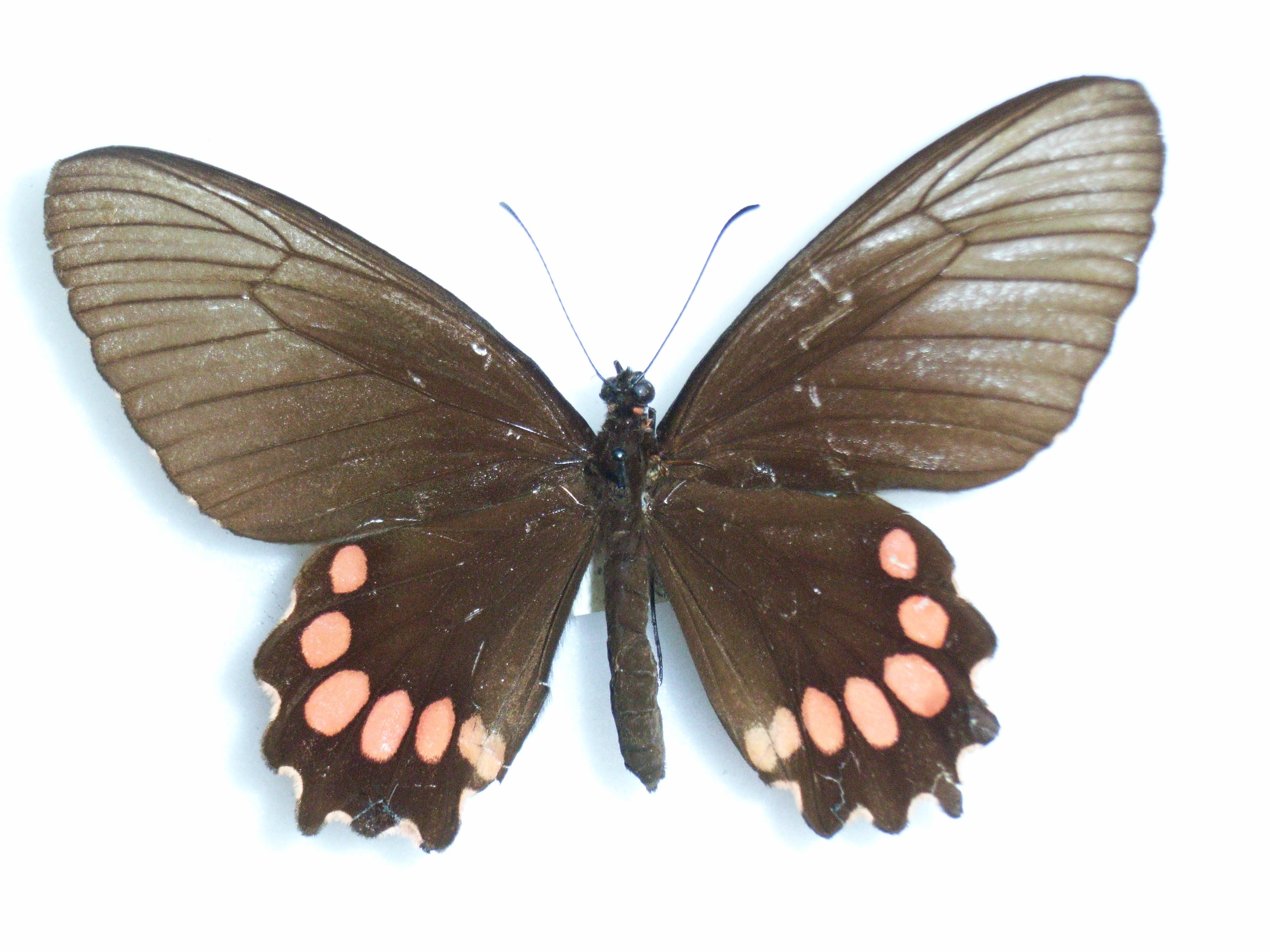
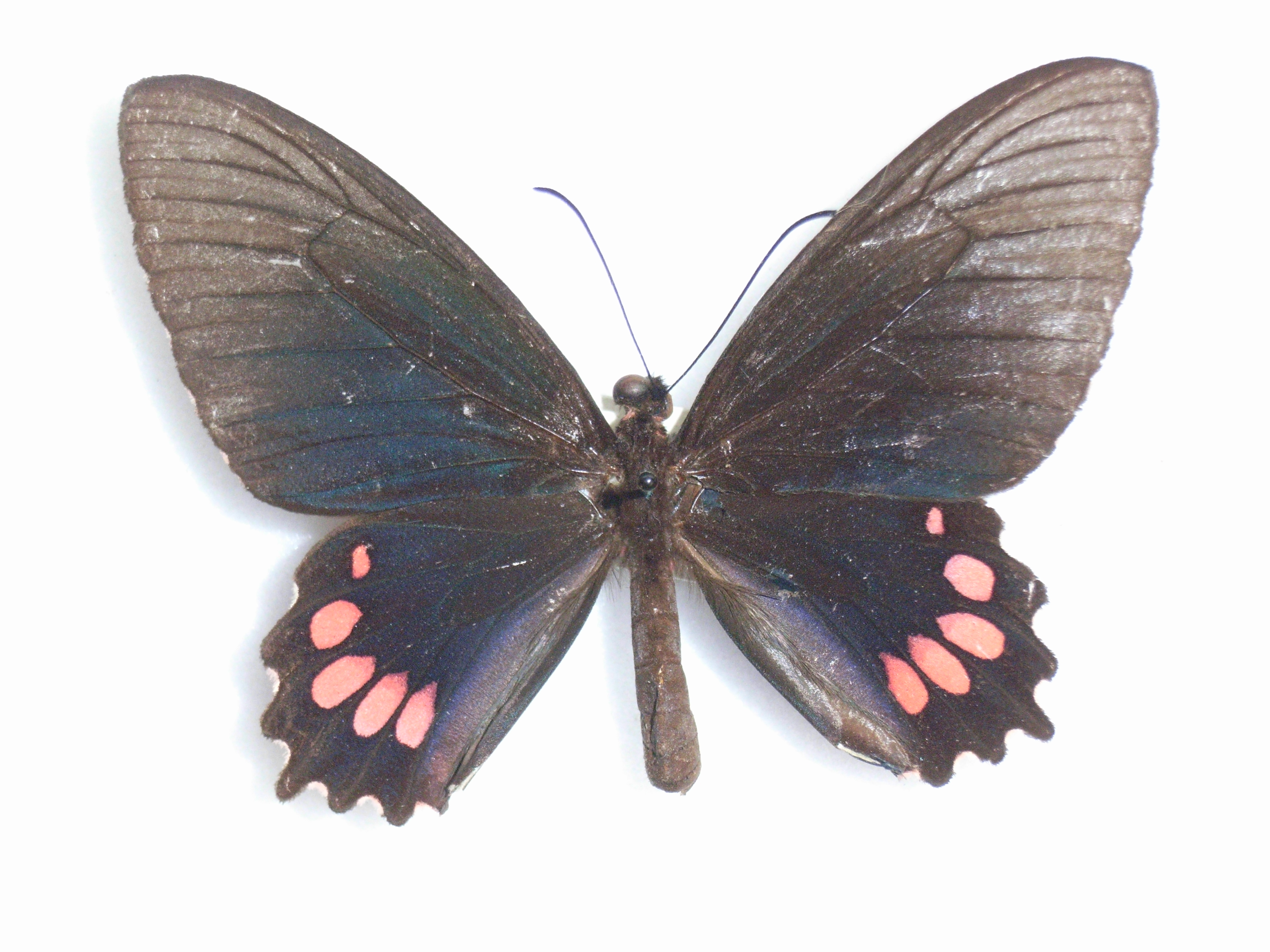